# 패밀리 피싱
《패밀리 피싱》(Family Fishing)는 닌텐도가 개발한 Wii용 낚시 게임 소프트웨어이다. 대한민국에서는 2013년 8월 1일에 발매되었다.

## 개요
2D의 배경에 3D 그래픽을 이용하여 2.5D의 효과를 내는 낚시 게임으로, 처음에 캐릭터를 결정한다. 낚시터에 가서 퀘스트를 성공하는 게임이다. 컨트롤러로는 Wii 리모컨과 눈차크로 사용한다.

## 줄거리
처음에 캐릭터를 선택하면 그 캐릭터가 배를 타고 페낭카판 섬에 도착한다.

## 게임 모드
- 메인 스토리 모드: 최대 4인 플레이를 지원한다. 하지만 고무보트,카약,고속정 보트를 타면 1명만 낚시를 할 수 있다.
- 낚싯대: 처음에 섬에 도착하면 플로트 피싱 강사가 낚싯대와 릴을 준다. 이름은 LF-101 여행이고, 릴은 FR-01 여행이다. 그 밖에 낚싯대가 있다.
- 루어 이 루어의 종류는 미노,크랭크,스피너,바이브레이션,스푼이다.
- 미끼 미끼는 낚싯대,루어,릴과 같이 사이즈가 있다. 따라서 적절한 사이즈를 못 맞추면 낚시를 못 한다. 사이즈는 S,M,L,LL이다.

## 아이템
- 낚싯대
- 릴
- 루어
- 미끼
- 배
- 트롤링 낚싯대
- 트롤링 루어
- 옷

### 플레이 가능한 캐릭터
- 남자 아이
- 아빠
- 형
- 엄마
- 누나
- 여자 아이

## 낚시터(숙소)
- 카난 호수(라 하바나)

- 티더 강(리버 하우스 앨버리)

- 말람 정글(웨이코 여관)

- 패너스 정글(오두막 밤밤)

- 파찰 해변(빌라 마라돌)

- 트먼 파라다이스 해변(호텔 피싱리조트)

- 드아라브 호수(코코다 하우스)

- 케리킬 강(코락 여관)

- 스플러 아일랜드

- 셈빌런 아일랜드

- 레마크 에스 호수

- 라하쟈 호수

- 구난 에스 강

- 파타파 강

- 프리지드 오션

- 템퍼레이트 오션

- 트로피컬 오션

- 세퍼드 동굴

## 낚싯대

### S사이즈
- LF-101 여행

- LF-102 다음

- LF-111 롱 드라이브

### M사이즈
- MF-210 투어리스트

- MF-222 영웅

### L사이즈
- HF-1400 햄스트링

- HF-1800 스톰 킬러

### LL사이즈
- X-100 버서커

- X-999 타이탄

### 트롤링 낚싯대
- TM-1000 마린버스터

## 릴

### S사이즈
- FR-01 여행

- FR-02 스테이지

- FR-03 오메가

### M사이즈
- M-05 헌터

- M-11 랭거홀더

### L~LL사이즈
- X-001 앨리펀트

- X-009 인피니티